# حسن عباس‌پور
حسن عباس‌پور تهرانی‌فرد ‏(۱۳۲۳ – ۷ تیر ۱۳۶۰) وزیر نیرو در کابینه محمدعلی رجایی بود. او استاد دانشکده مهندسی برق دانشگاه صنعتی شریف و مؤسس دانشگاه صنعت آب و برق بود.
عباس‌پور، در جریان بمب‌گذاری در دفتر حزب جمهوری اسلامی در تاریخ ۷ تیر ۱۳۶۰ که منجر به کشته شدن تعداد زیادی از اعضای این حزب شد، کشته شد.

## تحصیلات
عباس‌پور در سال ١٣۲۳ و در خانواده ای مذهبی متولدشد. او در ۱۳۴۲ دوره دبیرستان را در مدرسه هدف و با معدل ۱۸/۲ در تهران به پایان رساند. در همان سال در کنکور شرکت کرد و وارد دانشکده فنی دانشگاه تهران شد. او در سال ۱۳۴۶ در رشته الکترومکانیک مدرک کارشناسی ارشد دریافت کرد و چون جزو فارغ التحصیلان ممتاز بود بلافاصله در دانشگاه صنعتی شریف جذب و به عنوان دستیار در کار آزمایشگاهی، تحقیق و تدریس مشغول به کار شد. در تاریخ تیر ماه ۱۳۵۰ برای انجام تحقیقات در پروژه طراحی خط ۴۰۰ هزار ولت کبان - آنکارا به سوئیس رفت و مدتی در این پروژه مشغول به کار بود. پس از بازگشت به میهن دوباره در سال ۱۳۵۱ برای تحصیل در رشته دکترای انرژی عازم انگلستان شد و در دانشگاه لندن در زمینه‌های برنامه‌ریزی انرژی و شبکه‌های الکتریکی و مدیریت آن تحقیقاتی را انجام داد و دکترای این رشته را اخذ کرد.

### تأسیس سازمان دانشگاهیان
در زمان دولت جمشید آموزگار به همراه عده‌ای از استادان دانشگاه هسته اولیه سازمان ملی دانشگاهیان را تشکیل داد. پس از مدتی او به عضویت هیئت دبیره این سازمان انتخاب شد. این سازمان قبل از انقلاب نقش مهمی در مبارزات مردم علیه محمدرضا شاه ایفا نمود. این سازمان با برگزاری جلسات سخنرانی در دانشگاه‌ها و طراحی تحصن در وزارت علوم و دبیرخانه دانشگاه تهران که منجر به شهادت کامران نجات‌اللهی شد به تبلیغ ایدئولوژی اسلامی می‌پرداخت.

## دوران وزارت نیرو
با اتمام درس وی در انگلستان و بازگشت به ایران وی مجدداً در دانشگاه صنعتی شریف به تحقیق و تدریس مشغول شد. وی بعد از استعفای دولت موقت، با فرمان شورای انقلاب اسلامی ایران، مسؤولیت وزارت نیرو را در آبان ۱۳۵۸ به عهده گرفت.

### فعالیت‌ها
حسن عباس‌پور در دوران تصدی خود در وزارت نیرو توانست تحولی در این وزارتخانه به وجود بیاورد.
وی در دوران وزارت، دانشگاه صنعت آب و برق را تأسیس کرد.
طبق آمار منتشر شده از سوی وزارت نیرو، این وزارتخانه تا پایان آذر ماه سال ۵۹ توانست با رشد ۷/۶ درصدی، انرژی تولید شده توسط نیروگاه‌ها را به ۱۵۵٫۵ میلیون کیلووات ساعت برساند.
در ۹ ماهه پایان سال ۵۹ قدرت نصب شده در نیروگاه‌های تحت مدیریت وزارت نیرو به ۸۷۷۹ هزار کیلووات رسیده بود که معادل ۸۶۱ هزار کیلووات ساعت (۱۰-۹ درصد) افزایش داشته است.